# 艾迪 (阿拉巴馬州)
艾迪（英語：Eddy）是一個位於美國阿拉巴馬州馬歇爾縣的非建制地區。該地的面積和人口皆未知。

## 地理
艾迪的座標為34°21′19″N 86°30′34″W / 34.35528°N 86.50944°W，而該地的平均海拔高度為330米（即1083英尺）。